# Neuenkirchen (Nadrenia Północna-Westfalia)
Neuenkirchen – miejscowość i gmina położona w Niemczech, w kraju związkowym Nadrenia Północna-Westfalia, w rejencji Münster, w powiecie Steinfurt.

## Współpraca
Miejscowość partnerska:
- Heyerode, Turyngia